# Závadka nad Hronom
Závadka nad Hronom é um município da Eslováquia localizado no distrito de Brezno, região de Banská Bystrica. Está localizada às margens do rio Hron.

## Demografia
| Ano:        | 1994 | 2004   | 2014   | 2024    |
| ----------- | ---- | ------ | ------ | ------- |
| Broj ljudi: | 2600 | 2468   | 2420   | 2099    |
| Razlika:    |      | -5,07% | -1,94% | -13,26% |

| Ano:               | 2023 | 2024   |
| ------------------ | ---- | ------ |
| Número de pessoas: | 2103 | 2099   |
| Diferença:         |      | -0,19% |